# Wang Xuemeng
Wang Xuemeng (王雪朦S, Wáng XuěméngP; Korla, 20 ottobre 1993) è una cestista cinese.

## Carriera
Con la Cina ha disputato i Campionati mondiali del 2018.